# Seule contre tous (téléfilm, 2009)
Pour les articles homonymes, voir Seule contre tous.
Pour plus de détails, voir Fiche technique et Distribution.
Seule Contre tous (Encounter with Danger) est un téléfilm américain réalisé par Neill Fearnley et diffusé en 2009.

## Synopsis
Cadre dans une grande entreprise, Jack est envoyé en mission dans un endroit idyllique de la côte Pacifique. Il propose à Lori, sa fiancée, de l'accompagner. L'hôtel est magnifique et le séjour s'annonce très prometteur. Tandis que Jack assiste à une réunion, Lori prépare la soirée à venir. Mais Jack ne revient pas de sa réunion. Inquiète, Lori contacte le concierge de l'hôtel, qui lui apprend que Jack ne compte pas au nombre des clients de l'établissement. La réservation de la chambre a été faite au nom de Lori. Poussant plus loin ses investigations, la jeune femme découvre que l'entreprise dans laquelle son fiancé est censé travailler n'a jamais entendu parler de lui...

## Fiche technique
- Titre : Seule Contre Tous
- Titre original : Encounter with Danger
- Réalisation : Neill Fearnley
- Scénario : Peter Sullivan
- Pays d'origine :  États-Unis
- Langue : anglais
- Genre : Crime/Drame
- Durée : 88 minutes

## Distribution
- Shannen Doherty (VF : Anne Rondeleux) : Lori Parker
- Mark Humphrey (VF : Pierre-François Pistorio) : Jack Anderson
- Sebastien Roberts : Carter
- David Nykl (VF : Éric Etcheverry) : Elliot Maine
- Jeffrey Bowyer-Chapman : Monsieur Gaitan
- Andrew McIlroy (VF : Éric Legrand) : Ullman
- Reila Aphrodite : Brittany
- Terry Howson : Monsieur Ryan
- Garry Chalk (VF : Michel Papineschi) : Shérif Walters
- Alfred E. Humphreys : Granby
- Neill Fearnley : David
- Chasty Ballesteros : Britt
- Matty Finochio (VF : Stéphane Marais) : Billy
- Jessica Harmon : Monique
- Lynn Colliar : Présentatrice
- Kwesi Ameyaw : Docteur
- Michael Ryan : Gordon
- Liam Fearnley : Bagagiste
- Ona Grauer (VF : Ariane Deviègue) : Carrie

 Source et légende : version française (VF) sur RS Doublage et selon le carton du doublage français télévisuel.